# Barranco de Herques
El barranco de Herques o Erques es un barranco situado en la vertiente sureste de la isla de Tenerife −Canarias, España−, entre los municipios de Güímar y Fasnia, constituyendo en su parte media y baja el límite entre ambos municipios.
El espacio se encuentra incluido en la Red Canaria de Espacios Naturales Protegidos en la categoría de Monumento Natural.

## Toponimia
Herques, también escrito Erques o Erque, es un término de procedencia guanche, siendo relacionado por los investigadores con voces como eres −vocablo guanche para un tipo de poza− o erkah, voz bereber cuyo significado es 'relieve de terreno rocoso de color oscuro'.

## Características
El barranco tiene su nacimiento a 2329 metros de altitud en la Cordillera Dorsal de la isla, en la cumbre de Izaña, y desemboca en el mar en el Callao de Herques después de recorrer casi quince kilómetros en dirección NW-SE.
El barranco atraviesa las capas y materiales de los distintos episodios volcánicos habidos en la formación de la isla, apreciándose una representación de las Series II (Plioceno-Pleistoceno inferior) y III (Pleistoceno superior) donde destacan basaltos y tobas pumíticas entre las coladas y en la parte superior del escarpe.
Geomorfológicamente el barranco presenta un trazado sinuoso y encajado en la mayor parte de su recorrido, destacando en algunos tramos sus altas paredes verticales, así como la abundancia en el fondo del cauce de grandes cantidades de material de acarreo y las enormes acumulaciones de aluviones en la desembocadura.
La parte alta del barranco se encuentra incluida en el Espacio Natural Protegido del parque natural de la Corona Forestal.

## Aspectos humanos
Tradicionalmente se ha considerado que el Barranco de Herques marcaba en la época guanche el límite entre los reinos aborígenes de Güímar y Abona. Se trata de un lugar con importantes yacimientos arqueológicos, destacando el hallazgo en 1770 de una necrópolis con cientos de momias y restos humanos, denominada modernamente como «Cueva de las Mil Momias», visitada y descrita por José de Viera y Clavijo. En esta cueva fue hallada la conocida como Momia del Barranco de Herques, la mejor conservada de cuantas han sido descubiertas. También en el barranco se encontró en 1885 un ídolo de barro conocido como Guatimac.
Con posterioridad a la conquista, el barranco siguió utilizándose como límite, esta vez del beneficio eclesiástico de Abona y más tarde, de los pueblos de Güímar y Fasnia.
A lo largo del cauce del barranco se han excavado galerías filtrantes para el abastecimiento de agua.

## Monumento Natural del Barranco de Fasnia y Güímar
El cauce del barranco desde la cota de los 1200 m s. n. m. hasta su desembocadura fue declarado como paraje natural de interés nacional, bajo la denominación de Barranco de Herques, por la Ley 12/1987, de 19 de junio,
siendo reclasificado a su categoría de Monumento Natural, con el nombre de Barranco de Fasnia y Güímar, por la Ley 12/1994, de 19 de diciembre, de Espacios Naturales de Canarias.
Con esta última ley el Monumento quedó incluido en la Red Canaria de Espacios Naturales, hallándose también en la Red Natura 2000 como Lugar de Importancia Comunitaria.
Este espacio representa una estructura de barranco de interés geomorfológico típico del sur de la isla, poseyendo una notable singularidad paisajística, con gran variedad de hábitats y una buena representación de plantas rupícolas. Destacan algunas especies endémicas y amenazadas como la cerraja de Güímar Sonchus gummifer.